# مسجد الأنصار (سنغافورة)
مسجد الأنصار هو مسجد يقع في سنغافورة، كان المسجد من بين أول المساجد التي تم بناؤها ضمن المرحلة الأولى من برنامج صندوق بناء المساجد .

## البناء
أنجزت أعمال بناء مسجد الأنصار في عام 1981، يقع المسجد في منطقة شمال بيدوك عند تقاطع شارع تشاي تشي وشارع شمال بيدوك الأول، يمكن للمسجد أن تستوعب ما يصل إلى حوالي 3500 مصلي في وقت واحد، وبصرف النظر عن الصلوات الخمس وصلاة الجمعة، المسجد يقدم دروسا للمدارس الدينية خلال أيام الأسبوع وعطلات نهاية الأسبوع، كما أنه واحد من عدد قليل من المساجد التي تنظم الدروس الدينية في اللغة التاميلية، وهو واحد من اثنين من المساجد في سنغافورة مع مكتب ضابط الرعاية الذي يعمل بدوام كامل .

## التوسعة
في شهر أكتوبر من 2011 أعلن رئيس مجلس إدارة مسجد الأنصار في سنغافورة أن المسجد سوف يخضع لعملية تحديث وتوسعة وستنطلق هذه الأعمال الرئيسية في شهر يوليو من العام 2012، وتتركز أعمال التوسعة والتحديث إلى زيادة أعداد المصلين السكن من 3500 مصلي إلى 4500 مصلي، أي بزيادة ألف مصلي عما كان عليه، في أن هناك أعمال تحسين وتطوير لتسهيل وصول المسنين إلى مبنى المسجد .

## وصلات خارجية
- التجوال الافتراضي في مسجد الأنصار